# Phidippus otiosus

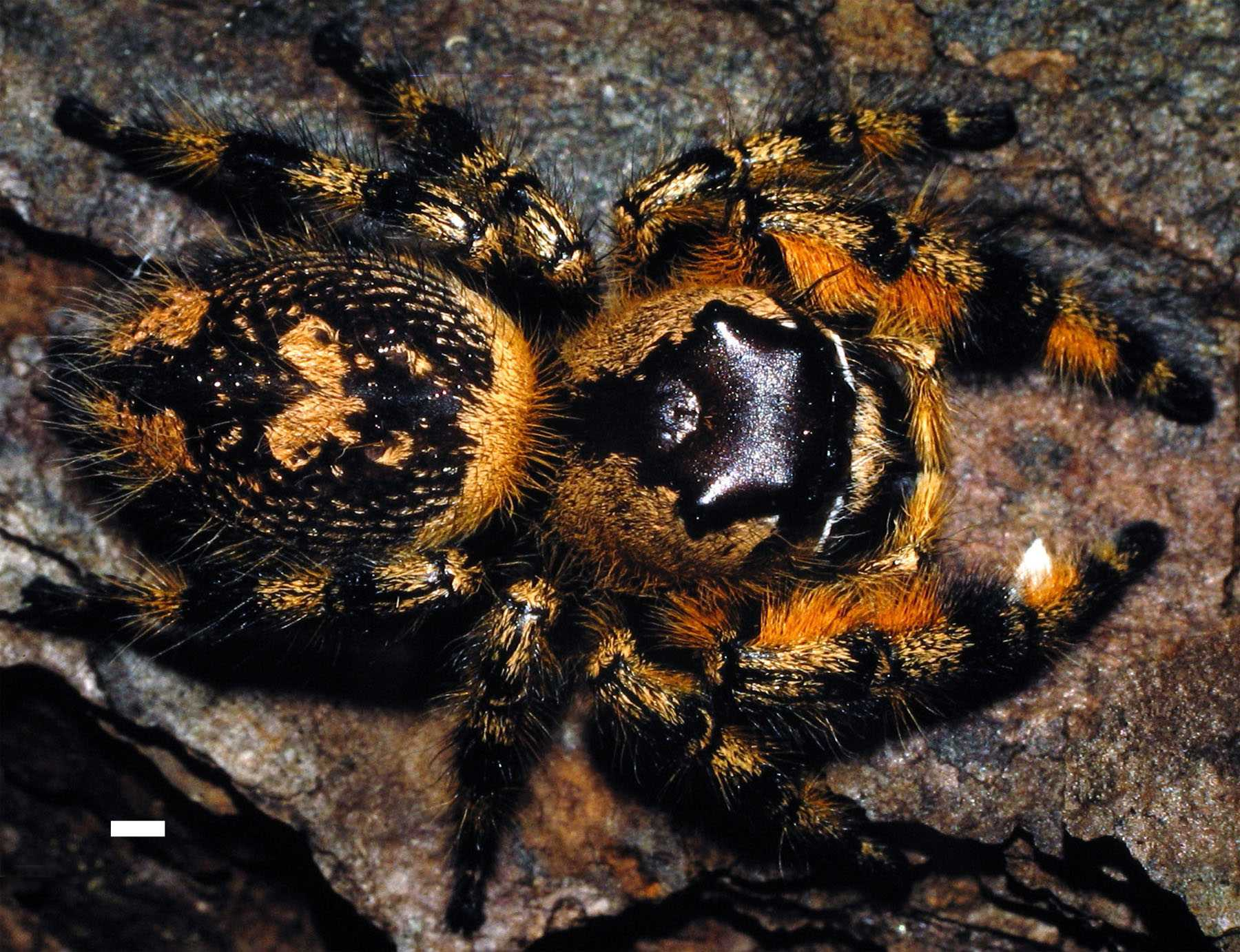
Vedere dorsală

Phidippus otiosus este o specie de păianjen săritor din sud-estul Americii de Nord. Este o specie arboricolă, femela are o lungime de cca 16 mm, chelicerele reflectă o culoare violetă verzuie. 

## Ciclu de viață
Femele depune sacul cu singurul ovul sub scoarță de stejar și pini. Oul este depus în lunile decembrie - februarie, în Carolina de Sud, și ianuarie - iunie, în Florida.

## Răspândire
Phidippus otiosus se întâlnește în Statele Unite, în statele Florida, Texas și Carolina de Nord. Uneori această specie poate fi transporată împreună cu diferite plante, de exemplu Tillandsia. Asfel, Phidippus otiosus poate fi găsit și în unele țări mai îndepărtate.

## Legătuir externe
- Salticidae.org: Imagini Phidippus otiosus Arhivat în 26 iunie 2009, la Wayback Machine.
- Salticidae.org: Descriere Arhivat în 25 august 2009, la Wayback Machine.